# 瓦割り
瓦割り（かわらわり）は、空手家などが腕自慢をする際に行うパフォーマンスの一つ。または、日本の瓦葺職人などが用いる用語である。地割（じわり）ともいう。

## 職人用語・パフォーマンス
一般的な瓦割りに使われる瓦は熨斗瓦（のしがわら）という、用途上金槌などを用いて割って使う切れ目入りの瓦である。そのため、割り線さえ捉えていればどのように叩いてもまず確実に真っ二つに割れる。
パフォーマンスとして使用する場合は、骨折等の危険を避けるために幾枚かの割っていない熨斗瓦を平積みにし、普通は拳や手刀や足で、場合により頭突きでも割る。「瓦は、屋根を守るためにつくられているもので、そう簡単に割れる物ではない」という先入観を利用し、割った時の音や特に視覚的なインパクトを重視している。
桟瓦（さんがわら）などの普通の瓦は骨よりも丈夫なので、頭突きで割ろうとすると頭蓋骨が割れることもあり、最悪の場合死に至る。
熨斗瓦は、一枚がどの程度の力で割れるかが均一ではないため、何枚割れたかということでは力量の参考にはならないが、本来熨斗瓦は道具で叩いて割る物であるし、割れた瓦で切り傷を負ったり、場合によっては指などを骨折することもあるので、通常はそれなりの腕力と技術、度胸がなければ出来ないことは確かである。

## 一般イベント用の薄瓦
一方で一部の業者では空手経験がない一般向けのイベント用として、中央部を通常の熨斗瓦の1/3の厚さにして、軽い力でも割れやすくした瓦（屋根・瓦メーカー神清の鉄拳瓦など）が発売されている。